# Luisa Roldán
Luisa Ignacia Roldán Villavicencio (Sevilla, 8 de septiembre de 1652 [fecha de bautizo]-Madrid, 10 de enero de 1706), conocida popularmente como la Roldana, fue la primera escultora española registrada. Es una de las principales figuras de la escultura del Barroco en la Andalucía de finales del siglo XVII y principios del XVIII. Su figura alcanzó mayor relieve después de que Antonio Palomino la reconociera como una escultora tan importante como su padre, Pedro Roldán.
Se formó principalmente bajo la influencia de su padre, en cuyo taller de Sevilla trabajó hasta su matrimonio en 1671. Su escultura fue de temática religiosa, siguiendo las directrices del Concilio de Trento de humanizar el arte de las imágenes, para hacer la religión más cercana al pueblo. Realizó esculturas de tamaño natural para procesionar, en madera o de barro cocido con policromía y muchas de ellas de las llamadas «de candelero» o para vestir, así como también otras de pequeños grupos de devoción para particulares y conventos, con gran movimiento y expresividad, con plenas características del arte barroco. Ejecutó numerosos belenes en terracota de estilo italiano, inclinándose más por los que formaban una escena de la Natividad como grupo escultórico unido.
Después de una etapa de aprendizaje y de las primeras obras realizadas en Sevilla, en 1686 se trasladó a Cádiz para realizar diversos trabajos encargados por el cabildo municipal y el catedralicio. Después de dos años de estancia en esa capital andaluza viajó a Madrid, donde trabajó como escultora de cámara para los monarcas Carlos II y Felipe V hasta su fallecimiento.

## Biografía

### Familia
Fue la quinta de los doce hijos del matrimonio formado por el escultor Pedro Roldán y Teresa de Jesús Mena Ortega y Villavicencio. Cuatro murieron jóvenes.
En Sevilla y cuando su padre había montado el taller en la colación de Santa Marina, nació Luisa Ignacia y fue bautizada en la iglesia de Santa Marina el 8 de septiembre de 1652. Se tenía como año de nacimiento el de 1654 hasta que se encontró su partida de bautismo, el año 1984, en la parroquia de San Julián de Sevilla, cuyo documento dice: 

En la ciudad de Sevilla, domingo ocho del mes de septiembre del año 1652, yo el licenciado Pedro Ambrosio de Poblete, cura de esta iglesia de la Señora Santa Marina de Sevilla, bauticé a Luisa, hija de Pedro Roldán y de Dª Teresa de Jesús su legítima mujer; fue el padrino Juan Peral Crespo, vecino de la Magdalena; amonestele el parentesco espiritual; firmado ut supra Pedro Ambrosio de Poblete. Cura.

El taller de su padre alcanzó gran prestigio y le llegaban numerosos encargos, por lo que no es de extrañar que sus hijas mayores ayudaran desde muy jóvenes en el taller familiar. Se sabe que Francisca se dedicaba a la policromía y que María y Luisa se inclinaron más hacia la escultura. Es posible que su padre fuera su maestro, tanto en el manejo de las gubias como en la enseñanza del dibujo, ya que desde 1660 Pedro Roldán era profesor de esta materia en la academia sevillana de dibujo.
Los trabajos aumentaban y la economía familiar permitió a su padre montar un nuevo taller más grande, donde trabajaban numerosos operarios además de sus tres hijas. Luisa destacó rápidamente sobre sus otras hermanas y es posible que ayudara directamente en las esculturas de su padre. Según cuentan Cascales y Ceán Bermúdez, el cabildo de la catedral de Sevilla había encargado la imagen de san Fernando para los festejos de su canonización a Pedro Roldán ―conservada en la sacristía mayor―, escultura que, una vez vista por el cabildo catedralicio, fue rechazada. Llevada al taller, la arregló Luisa, serrando la cabeza y las piernas y dándoles más movimiento; de esta manera fue admitida sin reparos.

### Matrimonio
En el taller familiar Luisa se prometió en matrimonio con Luis Antonio Navarro de los Arcos (1652-1711), aprendiz del escultor Andrés Cansino. Por razones desconocidas, su padre se opuso tanto a esta relación como a las de sus otras hijas Francisca y Ana Manuela. Debido a la canonización de san Fernando, que tuvo lugar en la ciudad de Sevilla en 1671, Pedro Roldán recibió diversos encargos para la decoración de la catedral. Es posible que Luisa aprovechara esta ocasión, en que su padre estaba muy ocupado, para ponerse de acuerdo con Luis Antonio y casarse aun sin el consentimiento paterno.

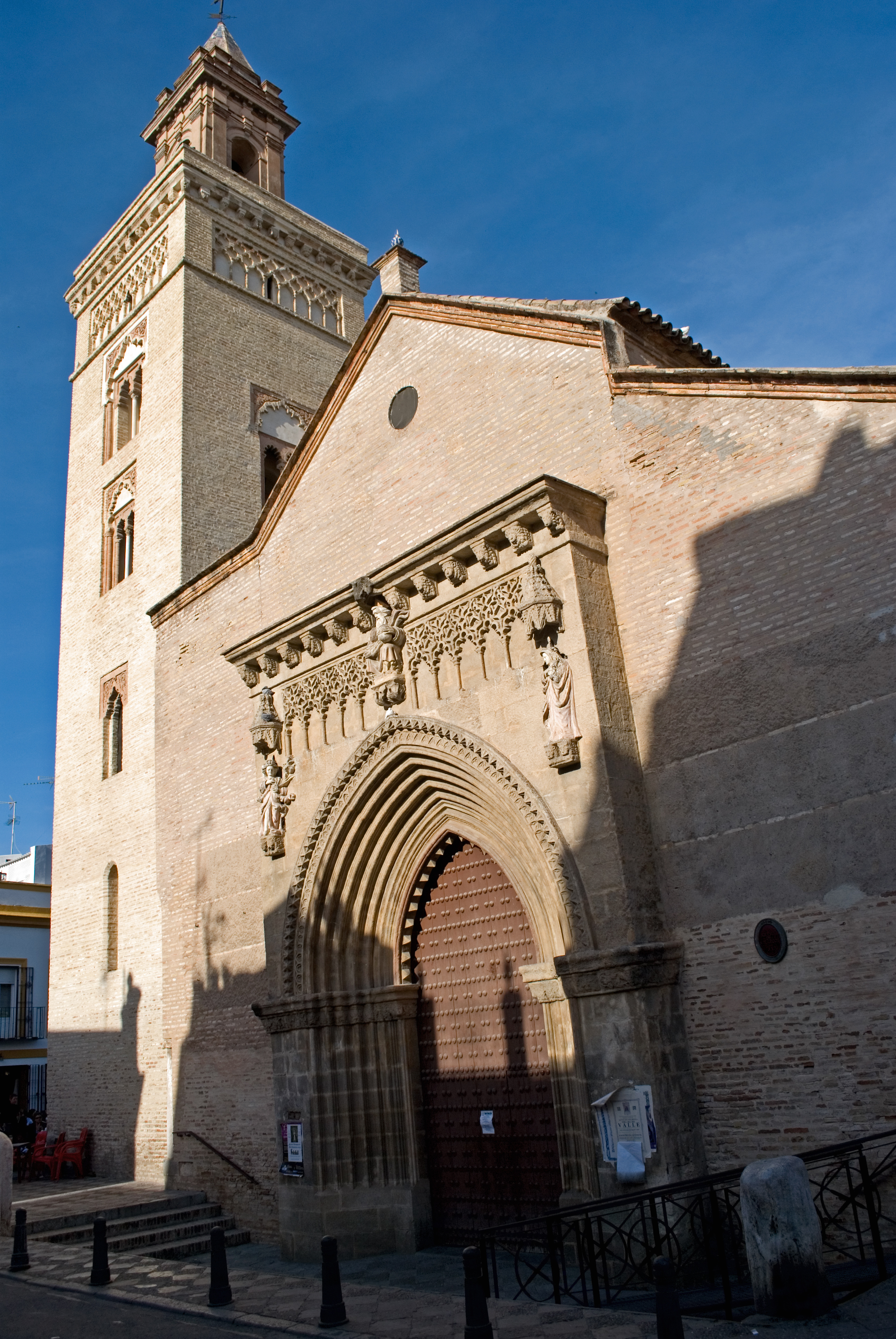
Iglesia de San Marcos de Sevilla, donde contrajeron matrimonio Luisa Roldán y Luis Antonio de los Arcos

Por su formación religiosa y por aspectos legales, se procedió, por parte de Vicente de Ballesteros, procurador de tribunales, en nombre de Luis Antonio de los Arcos, a la petición, ante el juez de la iglesia Matías de los Reyes Balenzuela ―con fecha 17 de diciembre de 1671―, de contraer matrimonio con Luisa Ignacia Roldán, «con la que había tratado de requiebro de dos años a esta parte, dándose palabra de casamiento el uno al otro»; y, deseando que su matrimonio fuera «según orden de nuestra Santa Iglesia», solicitaba que un alguacil del arzobispado llevara a Luisa ante el juez para que declarara si había dado palabra de casamiento. Varios testigos afirmaron estar presentes cuando se dieron ambos la palabra de casamiento en la noche del 15 de diciembre. Pedro Roldán no dio su consentimiento a pesar de habérselo pedido Luis Antonio.
El 17 de diciembre el alguacil Juan Nieto acudió a buscar a Luisa Roldán para que prestara declaración. Ante el juez Luisa manifestó que nunca había estado casada, que era «moza doncella», que no era pariente de Luis Antonio, que no tenía voto de castidad y que, a pesar de haber dado palabra de casamiento a Luis Antonio, no lo podía cumplir por la negativa de su padre a este matrimonio. El juez ordenó entonces que se llevara a la joven a casa del dorador Lorenzo de Ávila, para «tenerla en su poder con la guarda y custodia necesaria y que no la entregara a persona alguna sin licencia y mandamiento judicial». El auto se encuentra firmado en Sevilla el 17 de diciembre de 1671 por don Juan Nieto, Lorenzo de Ávila, Bartolomé Franco y don Diego R. de Cepeda, notario. Una declaración muy similar expuso al día siguiente Luis Antonio de los Arcos. Este suceso, conocido como «el rapto de la Roldana por el aprendiz Luis Antonio de los Arcos», fue publicado en 1920 por Santiago Montoto de Sedas.
El matrimonio se celebró finalmente el día 25 de diciembre de 1671 en la iglesia de San Marcos, con numerosos testigos, pero sin la presencia del padre de la novia.
Descendencia
El matrimonio tuvo siete hijos, cuatro de los cuales fallecieron a temprana edad:
- Luisa Andrea (11 de diciembre de 1672-28 de enero de 1685)[19]
- Fernando Máximo (14 de junio de 1674-13 de julio de 1675)[20]
- Fabiana Sebastiana (13 de febrero de 1676-7 de enero de 1683)[21]
- María Josefa Petronila (6 de abril de 1677-24 de junio de 1678)[22]
- Francisco José Ignacio (5 de septiembre de 1681-?)[23]
- Rosa María Josefa (12 de enero de 1684-?)[24]
- María Bernarda (Madrid, 28 de febrero de 1689-?)[25]

## Trayectoria profesional

### Etapa sevillana

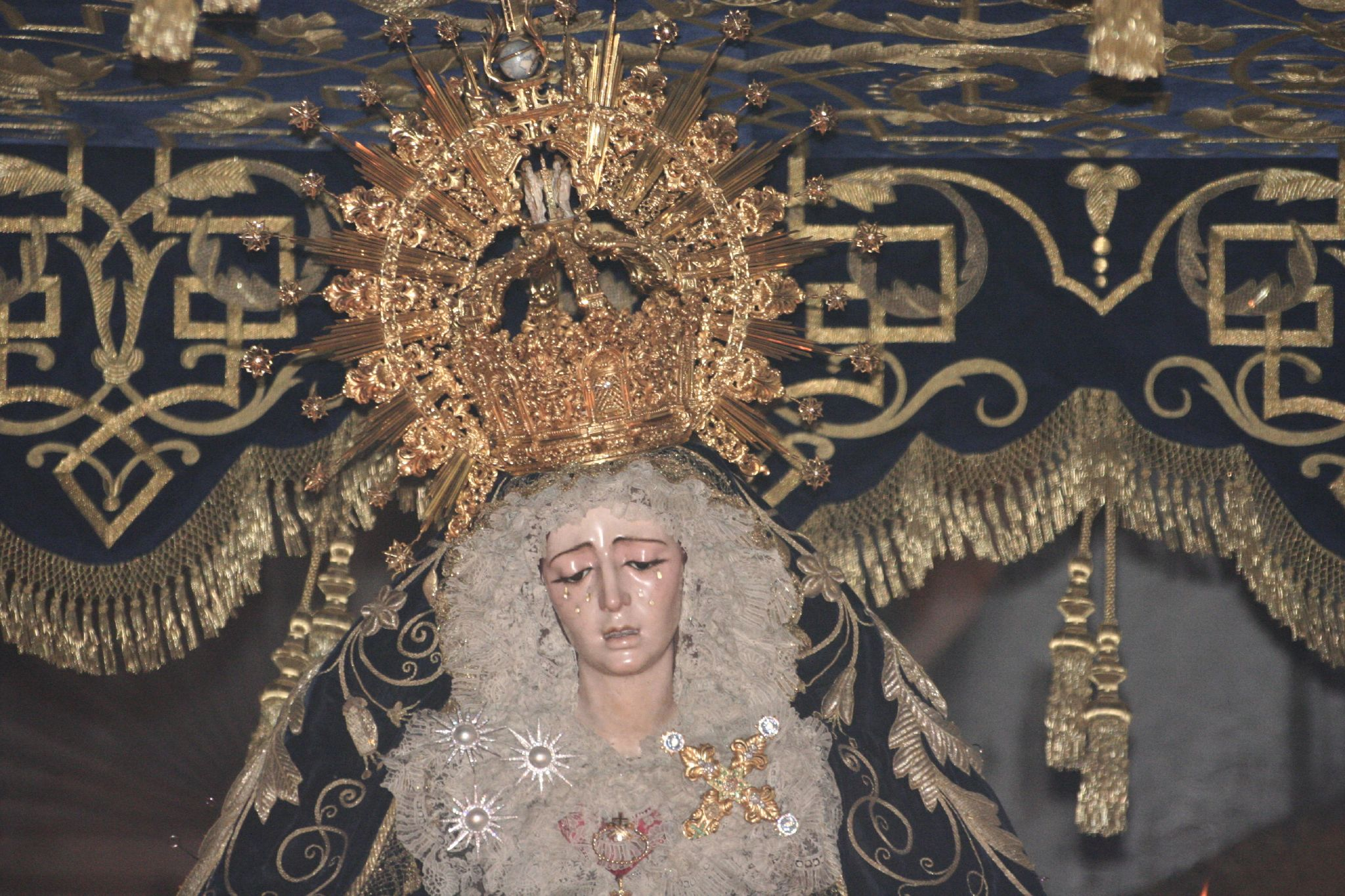
Virgen de la Estrella en Sevilla, atribuida a Luisa Roldán en 2010

Después de su boda en 1671 a la edad de 19 años, los patrones de la sevillana parroquia de San Vicente registraron a Luis Antonio y Luisa Roldán como vecinos en la calle de las Armas, en una casa de la familia Navarro de los Arcos hasta 1680, en que se trasladaron a la parroquia del Sagrario en la calle Génova y aún más adelante, en 1683, hicieron una nueva mudanza a la colación de San Martín. En este primer período sevillano, debió hacer esculturas, que han quedado como anónimas, junto con la ayuda de su marido, el cual seguramente se encargaría de su policromía y posiblemente de incluir su firma en los contratos.
También se cree que las relaciones con su padre mejoraron, ya que constan algunas colaboraciones entre ellos. Las que destacan son los cuatro ángeles realizados por la Roldana para el paso de Semana Santa del Cristo de la Exaltación y, para esta misma Hermandad, las figuras de los «dos ladrones» que constan como hechos por su marido Luis Antonio de los Arcos, pero que en su mayor parte y por su estilo podrían atribuirse a Luisa Roldán.Según Bernales Ballesteros, «en el paso de La Exaltación, los relieves del carro los realizó Pedro Roldán, los cuatro ángeles Luisa Roldán y probablemente los dos ladrones ―aunque existe documentación que da como autor a Luis Antonio de los Arcos, puede pensarse que solo firmara en los libros y se encargara de la policromía y dorado―».

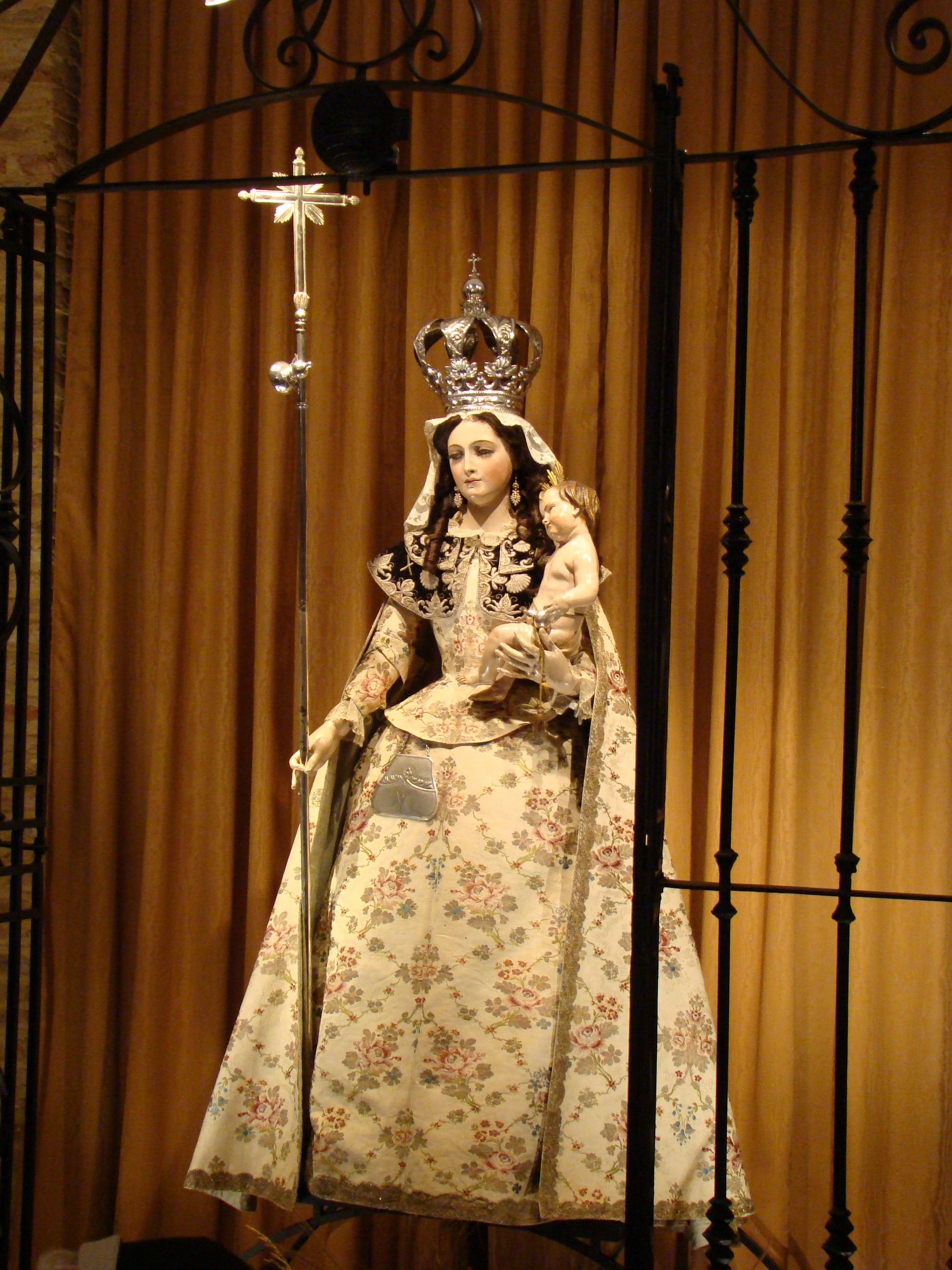
Virgen Peregrina, c. 1687, Sahagún, León

En esa época era muy común el encargo de «Dolorosas» para procesionar en la Semana Santa, por lo que parece normal que Luisa Roldán realizara alguna, si bien no hay ningún documento que lo acredite. Una de las más cercanas a su estilo es la Virgen de la Regla, que pertenece a la Hermandad del Prendimiento, popularmente conocida como de «los Panaderos». Fundándose en el parecido con La Dolorosa de Sisante, obra posterior e indubitablemente suya, algunos autores —entre ellos, el profesor Hernández Díaz— atribuyen a la escultora sevillana la imagen de la Virgen de la Macarena.
La profesora de historia del arte García Olloqui, experta en la obra de Luisa Roldán, cree que la Macarena guarda «cierto parecido con la Virgen de la Soledad, obra documentada de la Roldana, de c. 1688, de la Cofradía del mismo nombre de Puerto Real (Cádiz)». La Virgen de la Estrella, perteneciente a la Hermandad de la Estrella y tradicionalmente atribuida a Juan Martínez Montañés, tras una restauración efectuada en 2010 fue atribuida por el Instituto Andaluz de Patrimonio Histórico (IAPH) a la producción del taller artístico del matrimonio constituido por Luisa Ignacia Roldán y Luis Antonio de los Arcos.
Otras imágenes marianas también atribuidas a esta escultora durante su estancia en Sevilla son la Virgen de la Sede, en la iglesia del Hospital de los Venerables Sacerdotes, y que se encuentra catalogada en el inventario de dicho hospital realizado entre 1920 y 1930 por Jerónimo Gil Álvarez como «del estilo de Luisa Roldán», o la Virgen con el Niño de la Academia de Medicina de Sevilla, considerada como de la escuela de Pedro Roldán pero muy relacionada con su hija Luisa.
Otras imágenes importantes son la Virgen del Carmen, en el convento carmelita de Santa Ana, y la imagen principal de la Virgen titular del retablo mayor del convento de Santa María de Jesús, cuyo resto escultórico fue realizado por Pedro Roldán. También se le atribuye a ella una imagen conocida como la Virgen Peregrina, que se conserva en el museo de las Madres Benedictinas del monasterio de la Santa Cruz de Sahagún. Esta llegó al monasterio en 1967 procedente del santuario de la Peregrina de la misma ciudad y consta que alguien la había comprado en 1687 en Sevilla. Aunque por esas fechas Luisa Roldán se había trasladado a Cádiz, es posible que la imagen se quedara en el taller de la familia Roldán, donde habría sido adquirida.
Tradicionalmente se le ha atribuido la hechura de la imagen de Nuestra Señora de la Soledad de la Hermandad del Santo Entierro de Dos Hermanas; sin embargo, tal hipótesis se acabó descartando ya que no se dispone de prueba documental ni rasgos estilísticos o técnicos que la corroboren.

### Etapa gaditana
La fecha de su traslado a Cádiz no se ha podido determinar con precisión. Aunque sí fechas cercanas, gracias al documento autógrafo de la escultora, hallado durante una restauración de 1984 del Ecce Homo que se conserva en la catedral de Cádiz, en el que se autonombra como «insigne autora» de la imagen ayudada por su marido y que está fechado el 29 de junio de 1684 y en cuya parte posterior se encuentran diversos esbozos de rostros. Este documento se conserva en exposición en el museo catedralicio.
Sin embargo, es posible que esta escultura la realizara en Sevilla y fuera enviada a Cádiz, pues en otros documentos de 1686 se dice que el matrimonio fue llamado a Cádiz por el cabildo catedralicio para realizar «figuras de Patriarcas y ángeles para su Monumento». De estas mismas fechas proceden diversos Ecce homo, como el de la iglesia de San Francisco de Córdoba ―atribuido por Sánchez Peña― y el de la capilla de Nuestra Señora de Belén del convento de Santa Cruz, también de Córdoba, que muestran gran semejanza con el de Cádiz.
Uno de los primeros encargos recibidos en su nueva residencia fue el de los diputados municipales de las fiestas de los Patronos de Cádiz, que propusieron con fecha 10 de marzo de 1687 la realización de las esculturas de san Servando y san Germán para ser expuestas en la sala Capitular del ayuntamiento de la ciudad, trasladadas y veneradas en una capilla de la catedral Nueva de Cádiz. En uno de estos santos ―san Servando― se encontró un documento que ponía: «Diseñado por Pedro Roldán, hecho por Luisa Roldán y dorado y estofado por Luis Antonio de los Arcos».

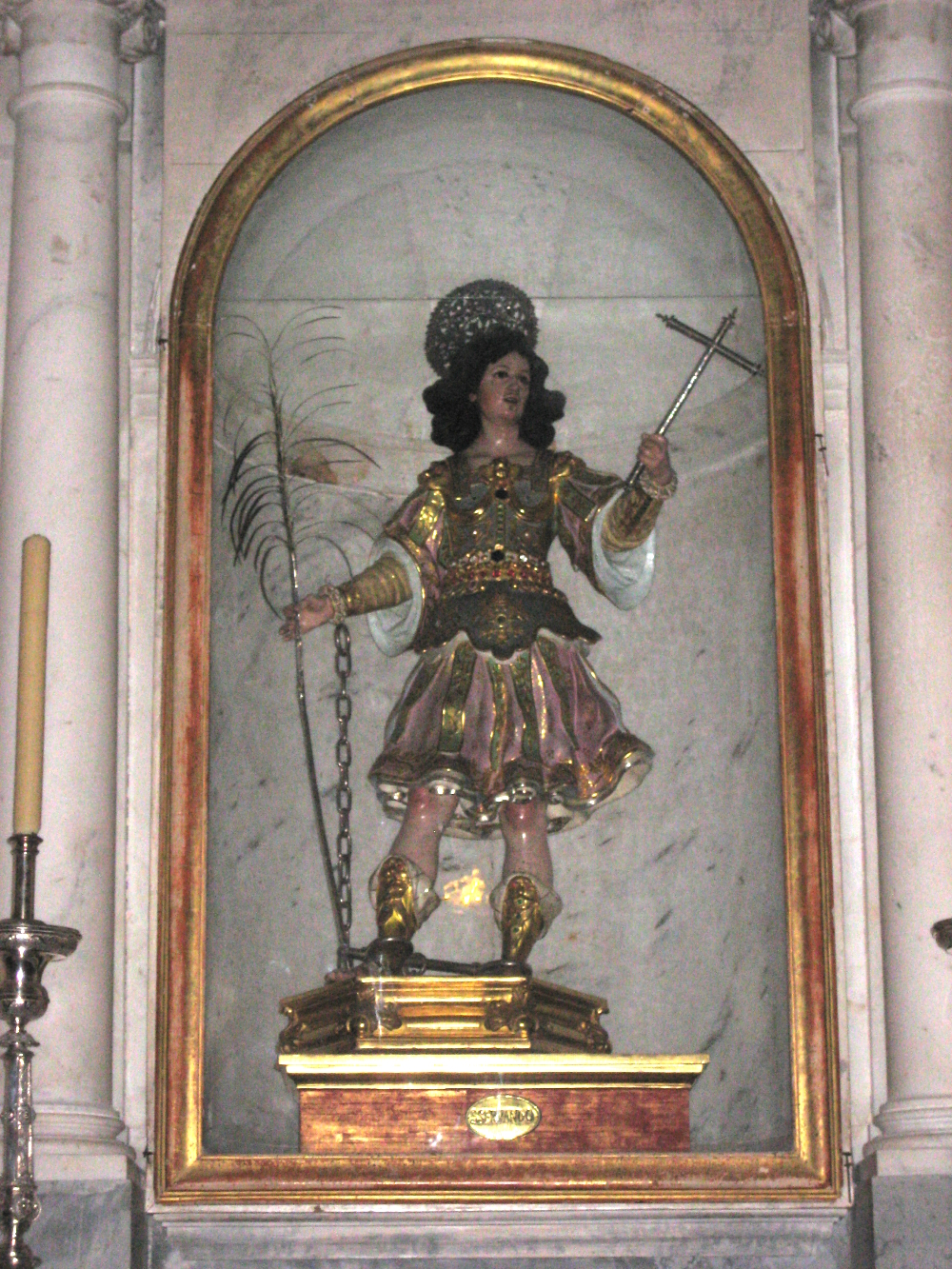
San Servando en la catedral Nueva de Cádiz
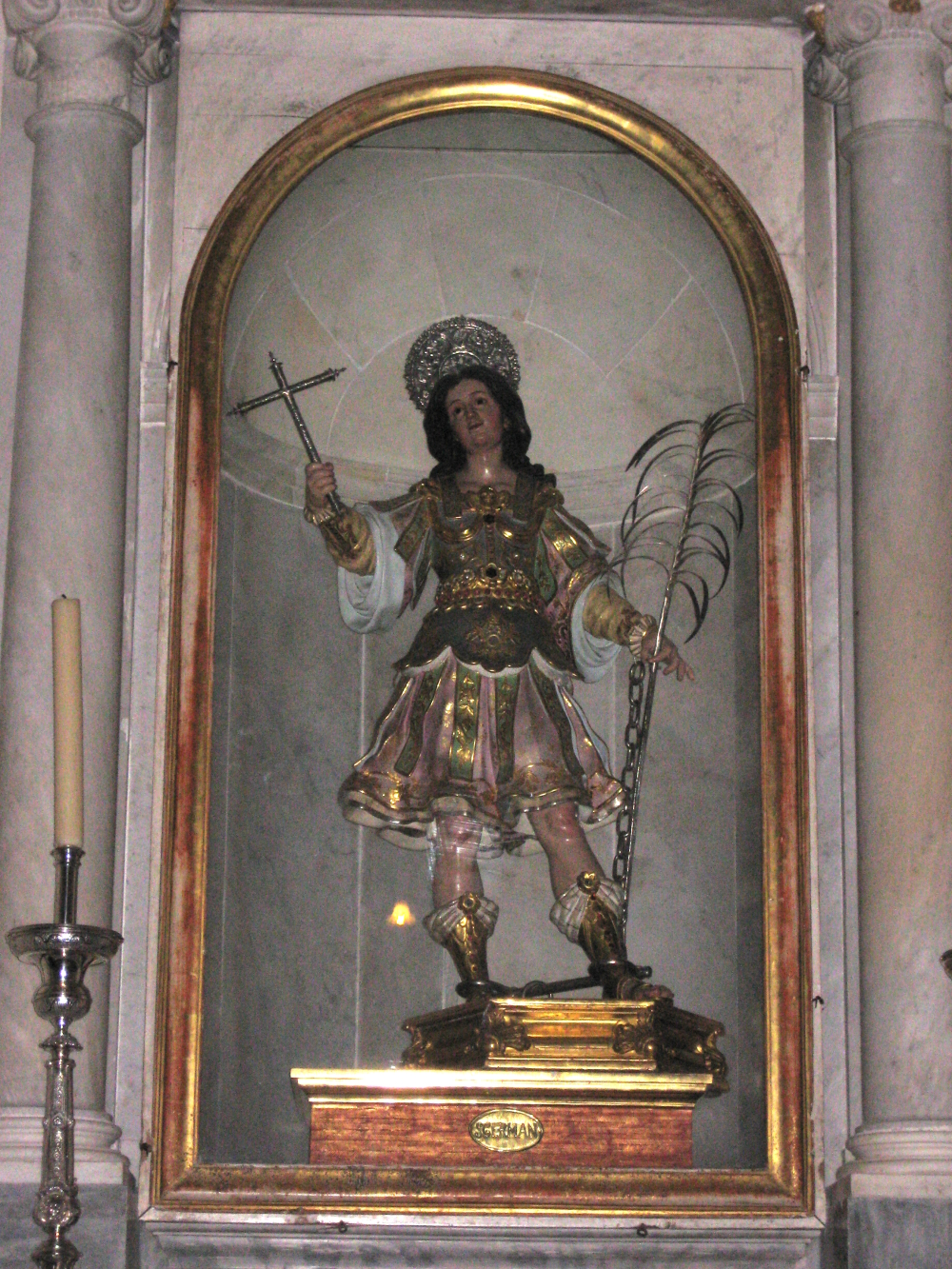
San Germán en la catedral Nueva de Cádiz

También de su taller son el Señor de la Humillación perteneciente a la Cofradía de la Piedad y que se encuentra en la iglesia de Santiago Apóstol, sede de la Hermandad; las imágenes de San Juan Bautista y de San José están colocadas en un altar barroco de la parroquia de San Antonio. En la iglesia del monasterio de Nuestra Señora de la Piedad se encuentra un grupo escultórico representando una Sagrada Familia.

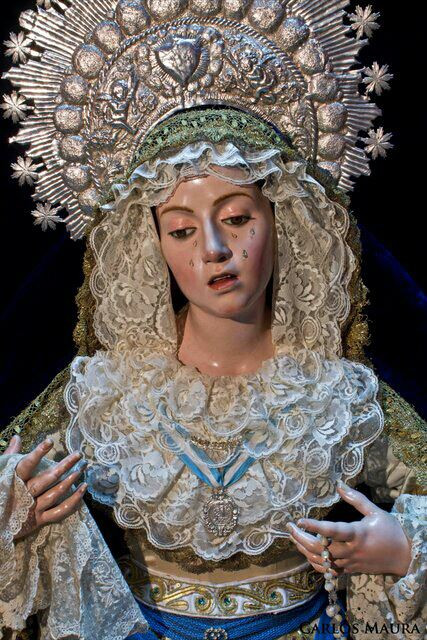
Nuestra Señora de la Soledad, 1688, Puerto Real, Cádiz

Durante esta estancia en la capital gaditana, realizó otras esculturas para la ciudad así como para poblaciones próximas donde se encuentran numerosas atribuciones y entre ellas está autentificada la imagen de Nuestra Señora de la Soledad de Puerto Real, en un documento con fecha de 3 de julio de 1688, en el que consta la donación de dicha escultura, por parte del matrimonio De los Arcos-Roldán al convento de los Padres Mínimos, a cambio de que se hiciera una celebración de misa cantada con responso todos los «viernes de conmemoración de los dolores de la Virgen antecedentes al domingo de Ramos, por las almas del matrimonio y personas herederas suyas y sucesores».
Esta imagen en madera policromada pertenece a la Venerable Hermandad Sacramental y Real Cofradía de Penitencia de Nuestra Señora de la Soledad, Santo Entierro de Nuestro Señor Jesucristo y San Francisco de Paula. Las tres esculturas, la de la Virgen, la del Cristo yacente y la de San Francisco de Paula, han estado atribuidas desde antiguo a Luisa Roldán, hasta el descubrimiento del documento mencionado en 1988, en que se ha podido identificar plenamente la autoría de la imagen de la Soledad, la cual se conserva tal y como la realizó su autora. La de San Francisco de Paula también está totalmente documentado que es de Roldán aunque la imagen del Cristo sigue atribuyéndose a su círculo. Ambas se encuentran en la iglesia conventual de la Victoria.
Entre los temas realizados por la Roldana, se encuentran las representaciones de Niño Jesús; una de la más populares es la llamada Niño Jesús quitapesares, conservada en el monasterio de San Leandro de Sevilla; y otra pieza homónima se encuentra en la iglesia de San Pedro en Arcos de la Frontera en la hornacina principal del retablo mayor y forma parte del conjunto escultórico de la Divina Pastora.
En Jerez de la Frontera, se le atribuyó popularmente hasta 2012 la imagen del Niño Jesús de la Hermandad del Dulce Nombre de Jesús en el convento de Santo Domingo, un San José de la iglesia de San Lucas, un Ángel confortador del paso de la Cofradía de la Oración en el Huerto;y para la Hermandad del Prendimiento la imagen titular que es una valiosa imagen barroca procesional. Ninguna de estas imágenes han sido confirmadas como tal y según los últimos estudios pertenecerían a escultores locales de la ciudad de Jerez.
En la población de Sanlúcar de Barrameda, son de atribución popular los dos ángeles del transparente del convento de Madre de Dios, así como un nacimiento del convento de los Capuchinos. Entre las imágenes para procesionar de la Semana Santa en Sanlúcar de Barrameda se encuentra la de Nuestra Señora de los Dolores que ya existía en el momento de constituirse la Hermandad, por lo que posiblemente era del siglo XVII o principios del XVIII. Hay autores que la atribuyen a Luisa Roldán, mientras que otras fuentes la atribuyen a Jerónimo Hernández. El busto de la imagen es de terracota y las manos de madera de cedro; se guarda en la iglesia de la Santísima Trinidad.

### Etapa en la corte de Madrid

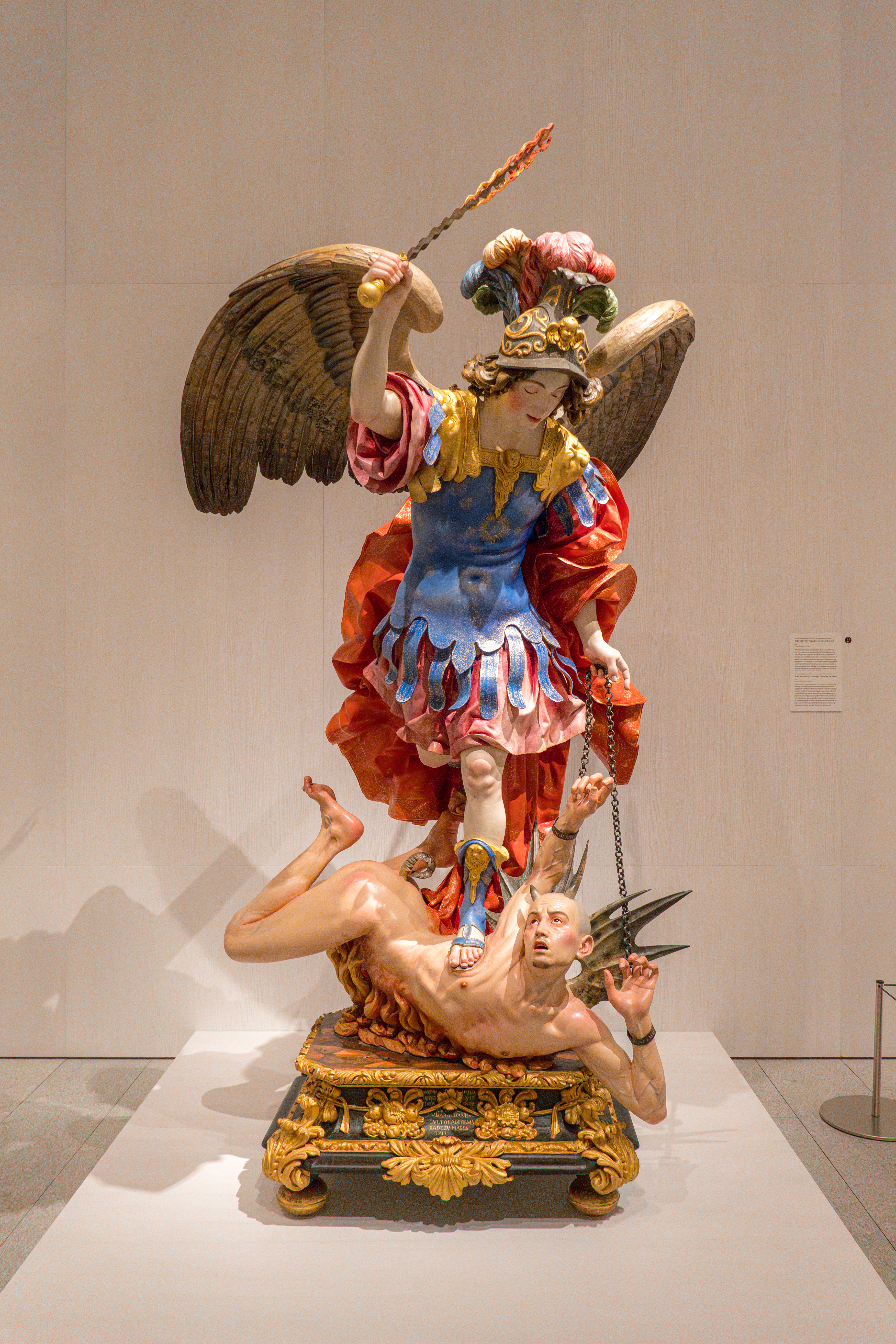
El arcángel san Miguel venciendo al demonio, 1692, Madera de cedro policromada, Galería de las Colecciones Reales, Madrid

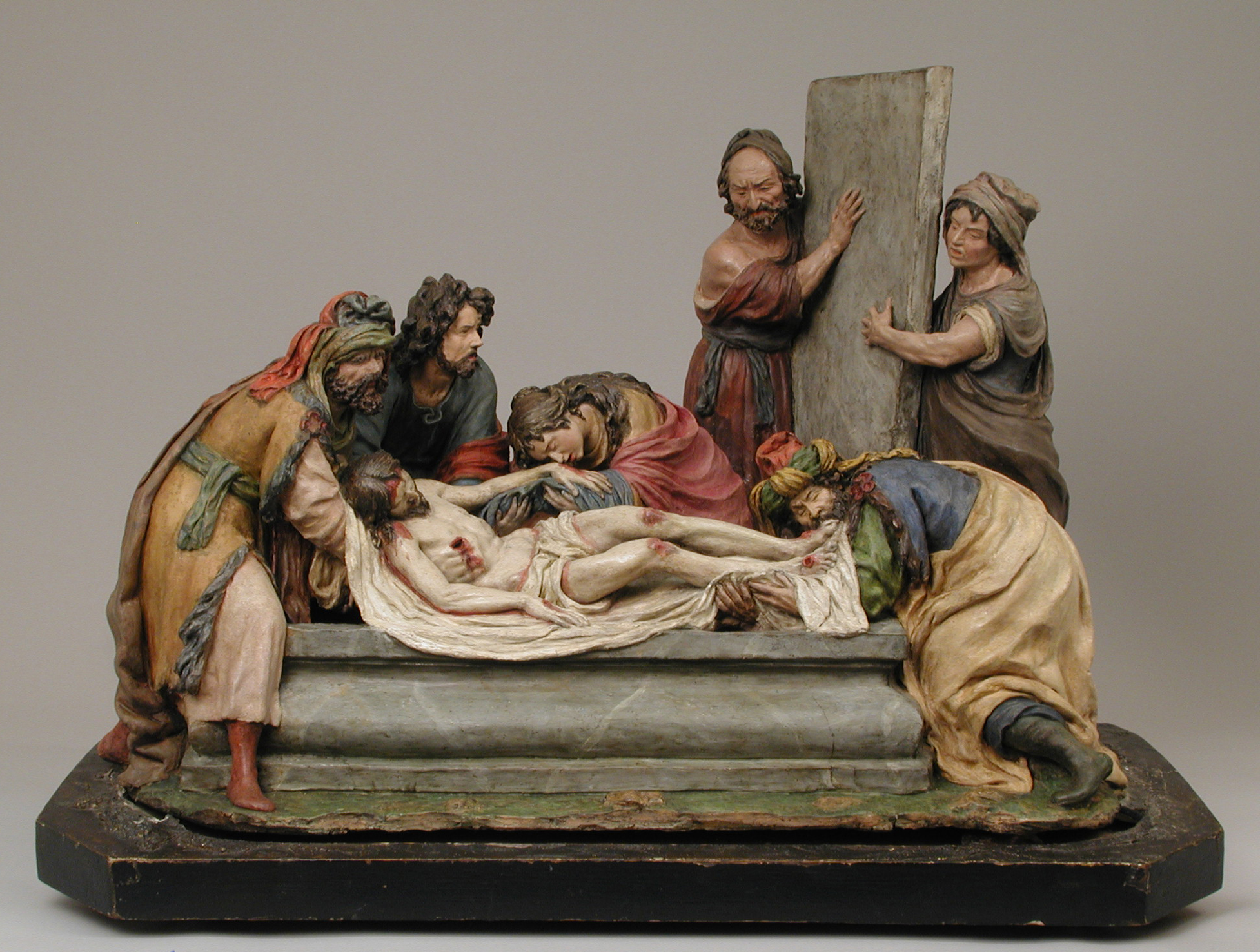
El entierro de Cristo, 1701, Terracota policromada, Museo Metropolitano de Arte, Nueva York

Hacia finales de 1688 o principios de 1689, el matrimonio, junto con sus dos hijos, decidió trasladarse a Madrid en busca del reconocimiento oficial y de una mejor situación económica. Los datos de la fecha se establecen porque hay constancia de que en 1687 la escultora trabajaba para el cabildo municipal de Cádiz y de que el 28 de febrero de 1689 ya estaba en la capital, puesto que en esa fecha se celebró el bautismo de su hija María Bernarda en la madrileña parroquia de San Bernardo.
De estos primeros tiempos en Madrid es la obra El descanso en la huida a Egipto (c. 1691) con temas iconográficos tomados de un dibujo de Miguel Ángel y de una obra del Veronés. Esta obra de Luisa es nombrada como «La Sagrada Familia de la colección Güell» por Sánchez Cantón, y también como «Nacimiento de Jesús del conde Güell». Otro grupo en la misma línea que el anterior es el de Los Desposorios místicos de Santa Catalina, obra firmada por la autora y que se encuentra en la Sociedad Hispánica de América en Nueva York, en la que también se conserva la Muerte de la Magdalena y que, después de haber estado atribuida, se encontró la firma de la autora colocada cerca de los pies del ángel de la derecha de este grupo.
Con la realización de estos pequeños grupos escultóricos, la familia pudo ir cubriendo sus necesidades mientras esperaba que el rey Carlos II la nombrase escultora de cámara ―favor que confiaba alcanzar gracias a la protección del ayuda de cámara del rey y mecenas artístico Cristóbal de Ontañón―. Este nombramiento llegó con fecha 15 de octubre de 1692, siendo la primera mujer en conseguir este puesto A pesar del reconocimiento profesional, es casi seguro que el nombramiento fuese tan solo a título honorífico, sin retribución económica.
Los trabajos que efectuaba estaban mal pagados e incluso tenía dificultades para cobrar, pues en aquella época la situación general del reino estaba muy deteriorada por la deficiente administración y la corrupción. Esto explica sus constantes y patéticas súplicas de ayuda dineraria a la Corona que se localizan en la documentación.
Aunque se le asignó un salario de cien ducados anuales, el pago real no lo recibía, por lo que tuvo que hacer varias peticiones para conseguir mantener a su familia. Las peticiones fueron primero al propio rey al que en 1693 le solicitó la concesión de una habitación en las casas del Tesoro ―lugar cercano al Alcázar y donde vivían gran parte de los artistas de cámara del rey― ya que ni siquiera con su «plaza de escultora pobre no tenía donde vivir ni ella ni sus hijos».
Parece que finalmente, en 1695, se le concedió la plaza titular con su correspondiente sueldo, aunque con retrasos, de manera que al parecer la situación económica del matrimonio era bastante precaria. En 1697 a la reina Mariana de Neoburgo le recordaba que llevaba seis años a su servicio y pedía que le dieran: «vestuario o una ayuda de costa o lo que fuese de su mayor agrado»; en otra carta del mismo año añadía: «por estar pobre y tener dos hijos, lo paso con grandes estrecheces pues muchos días falta para lo preciso para el sustento de cada día».
Existe un documento de 1698 en el que su marido Luis Antonio de los Arcos, que al parecer no conseguía tener fama de buen escultor, solicitó al rey el puesto de «ayuda de la furriela» para poder paliar en algún modo la miseria en que se encontraba la familia. Al cabo de algún tiempo se recibió la contestación: «No hay ninguna plaza vacante».
A partir de su nombramiento real, la escultora firmaba la mayoría de sus obras añadiendo «Escultora de Cámara», como puede verse en una de las más conocidas, El arcángel san Miguel venciendo al demonio, encargada por el rey con destino a la decoración del monasterio de El Escorial. La escultura, que es de madera policromada y algo mayor que el natural, muestra al Arcángel venciendo al demonio al que tiene bajo sus pies, todo ello con gran movimiento y dramatismo. Según se cuenta, Roldán se autorretrató en la cara de San Miguel y puso el rostro de su marido al demonio, representando el Bien y el Mal respectivamente.
En la catedral de Santiago de Compostela se encuentra un relieve de la Virgen de la leche, posiblemente regalo del rey a su prometida Mariana cuando llegó a España y desembarcó en Galicia pasando unos días en Santiago, donde quizá la futura reina dejó en ofrenda el relieve a la catedral. Con este mismo tema mariano y de esta época madrileña, existe un boceto en Sevilla y una imagen en el convento de las capuchinas de Málaga y otra en una colección particular de Madrid.

### Últimos años

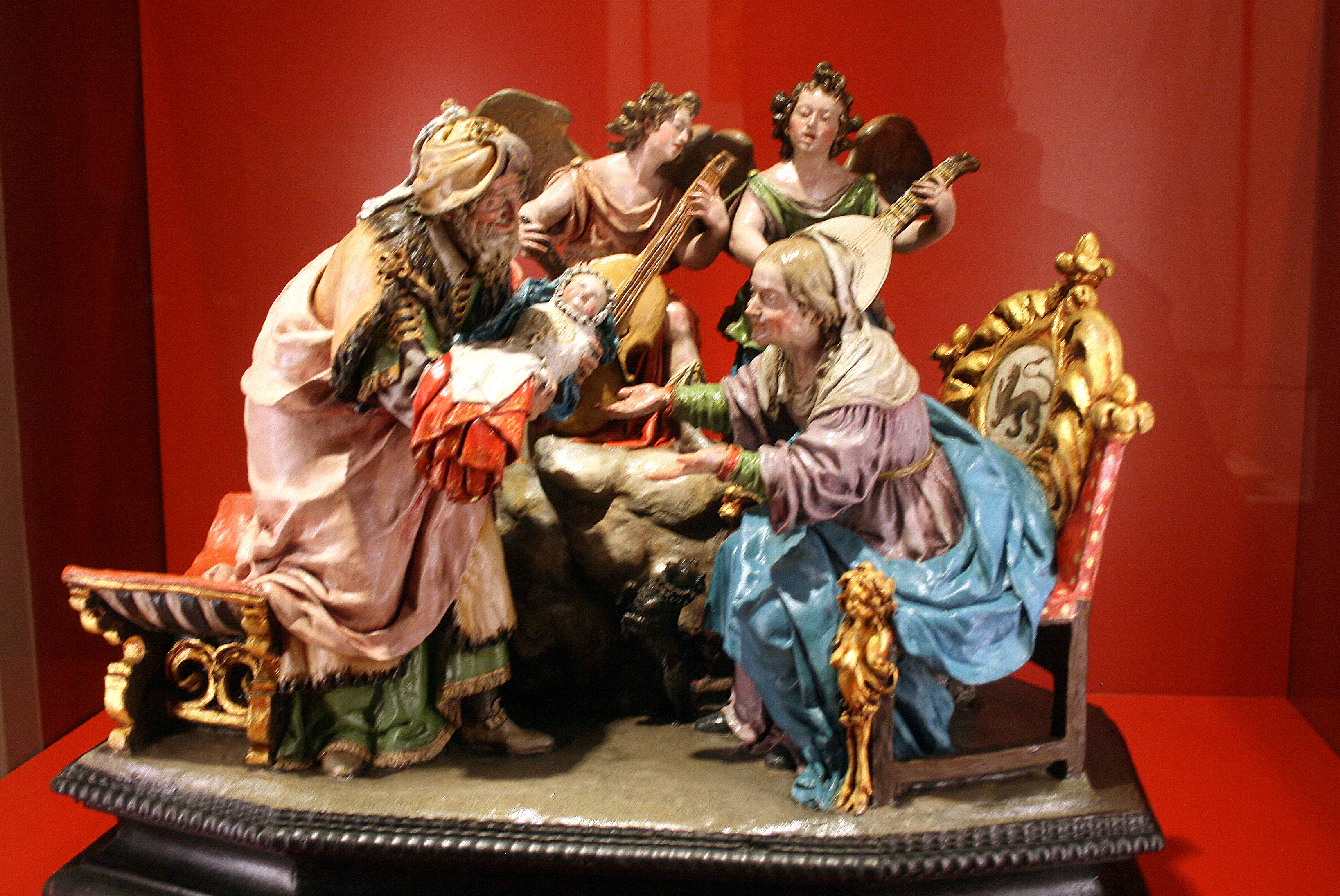
San Joaquín y santa Ana con la Virgen niña. Grupo en terracota de 51 x 35 x 30 cm procedente del monasterio de Sopetrán. Museo de Guadalajara

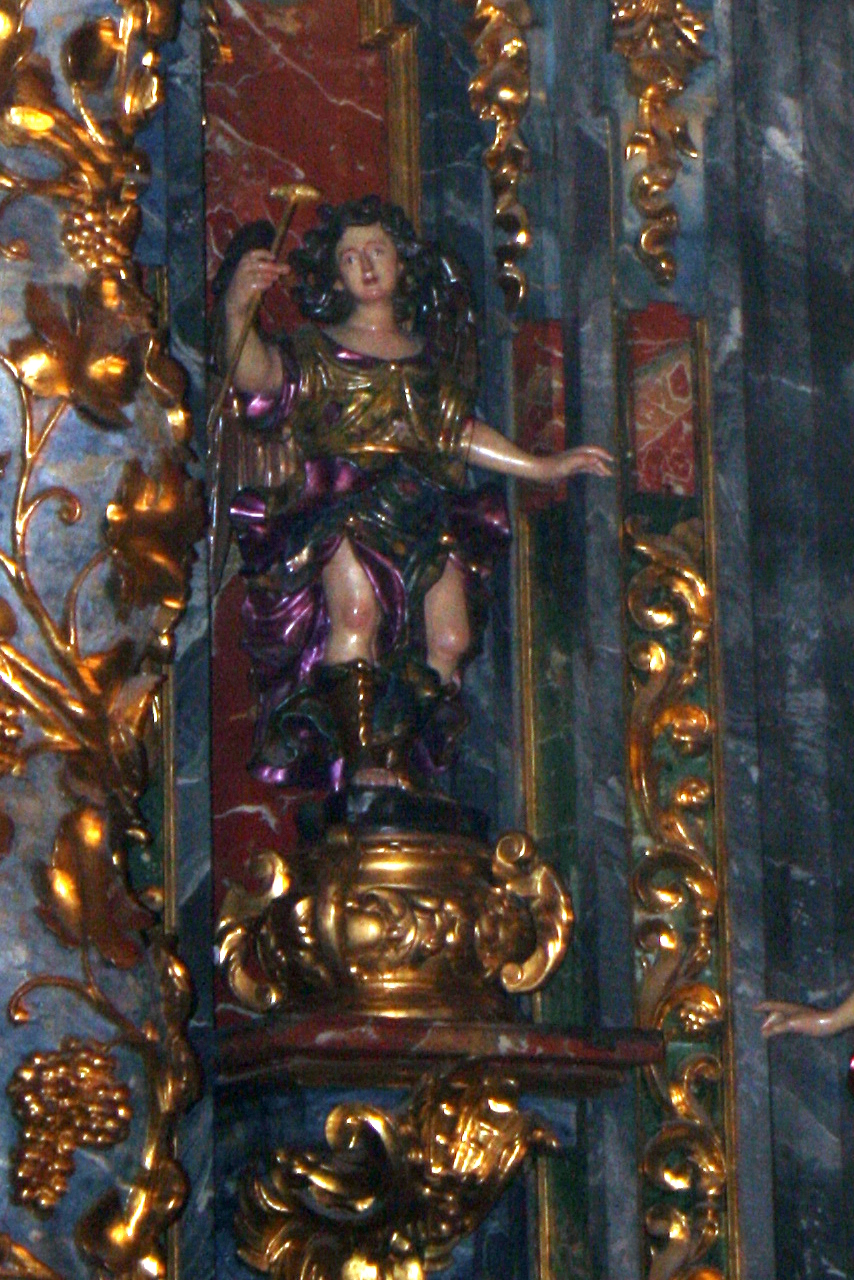
Uno de los ángeles en talla policromada, obra atribuida a Luisa Roldán del retablo de la capilla de Nuestro Padre Jesús del Gran Poder en la Colegiata de San Isidro, Madrid

En 1699 murió su padre, Pedro Roldán, que había designado herederos a todos sus hijos, incluida Luisa. De esa misma fecha es la Virgen con el Niño, con cierta influencia del gótico flamenco ―Luisa habría visto en el taller de su padre un libro de estampas que poseía de Alberto Durero― por lo que le pudo inspirar en alguna de sus obras; esta Virgen se encuentra en el convento de San José o de «Las Teresas» de Sevilla y está firmada con fecha en la parte posterior. De esta etapa pueden ser los grupos en terracota policromada que se exponen en el Museo de Guadalajara de la Sagrada Familia con el Niño dando sus primeros pasos y San Joaquín y Santa Ana con la Virgen niña.
En 1700 murió el rey Carlos II y en abril de 1701 llegó a España el nuevo rey, Felipe V. Luisa Roldán presentó al nuevo rey dos obras, un Entierro de Cristo y un Nacimiento, a la vez que le enviaba una solicitud para que se sirviera nombrarla nuevamente escultora de Cámara y pidiéndole «casa para vivir y ración para mantenerse ella y sus hijos... pongo en consideración de Vuestra Majestad, que lo que sabe lo ejecuta en piedra, en madera, en barro, en bronce, en plata, y en otra cualquier materia». Las peticiones continuaron por parte del matrimonio, hasta que con fecha de octubre de 1701 el nuevo rey le concedió otra vez el nombramiento de escultora de Cámara. Carlos II había encargado a la escultora una imagen de Jesús Nazareno para enviarla como presente a Inocencio XI, pero, ante el fallecimiento del papa en 1689, se destinó para el monasterio de El Escorial. Finalmente, debido a la muerte del rey, la escultura se quedó en el taller de Roldán y pasó a poder de sus hijos, quienes se desprendieron de ella junto con una Dolorosa para ser enviada al convento de las Religiosas Clarisas ―conocidas como Nazarenas― de Sisante.
De esta última época son un Arcángel San Miguel en el monasterio de las Descalzas Reales junto con un Ángel de la Guarda atribuido a la Roldana. En la Colegiata de San Isidro existen seis ángeles pasionarios colocados en un retablo barroco de la capilla de Nuestro Padre Jesús del Gran Poder; estos ángeles guardan una gran similitud con los cuatro ángeles pasionarios de la Hermandad de La Exaltación de Sevilla.
El 10 de enero de 1706, la Academia de San Lucas de Roma la nombró académica de Mérito, y ese mismo día le sobrevino la muerte. En la iglesia parroquial de San Andrés de Madrid se encontró su partida de defunción. Unos días antes, enferma y ante la proximidad de su muerte, había cumplimentado una declaración de extrema pobreza, indicando que no poseía ningún bien ni nada sobre lo que hacer testamento, apelando incluso a la caridad para su sepultura. A Luisa le sobrevivieron sus hijos Francisco y María, así como su marido, que moriría en 1711.

## Obra

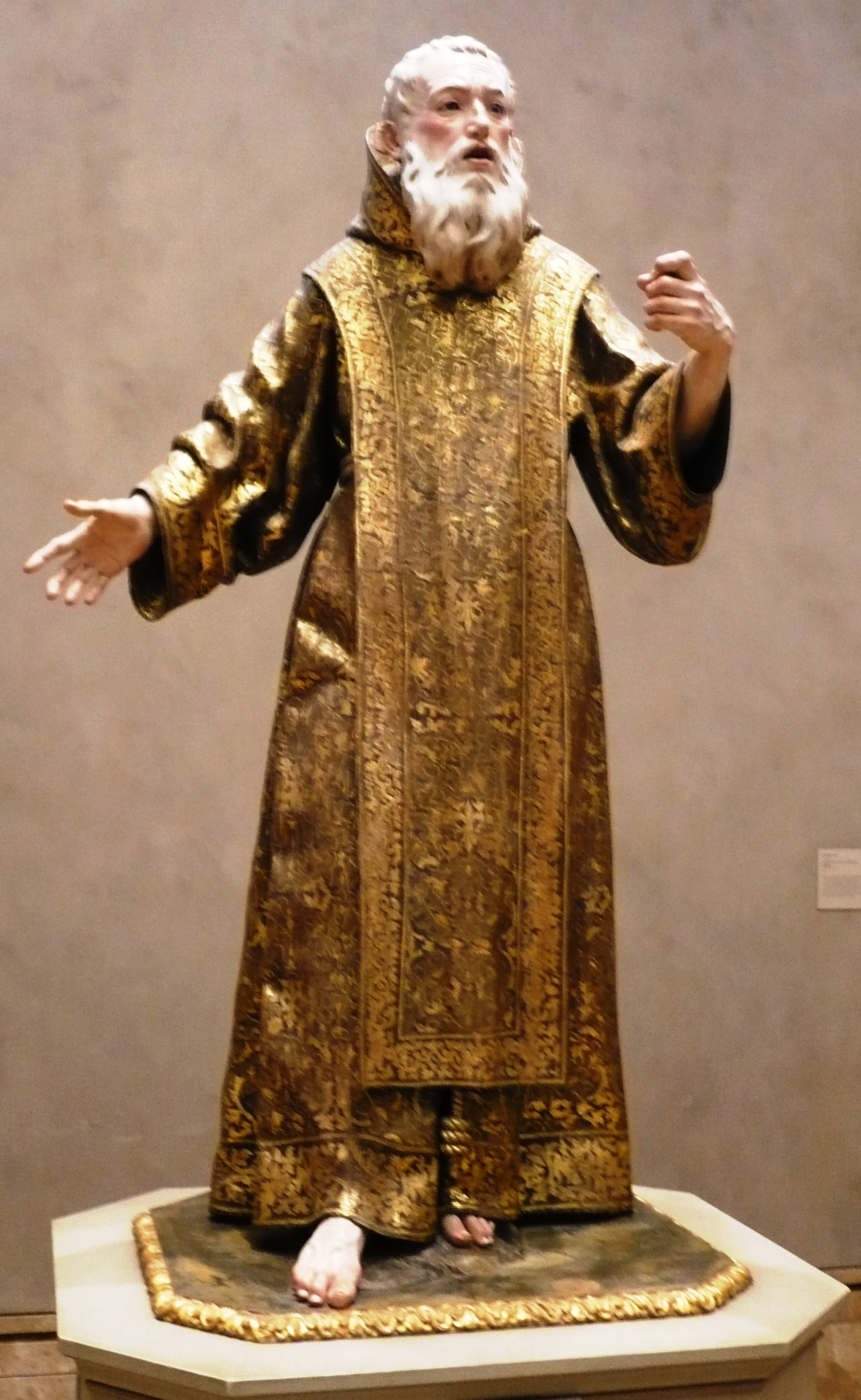
San Ginés de la Jara, 1692, Getty Center, Los Ángeles

Sus obras del período sevillano-gaditano muestran un realismo dramático, que se dulcificará posteriormente, sobre todo en Madrid y en sus obras en barro cocido. Su obra evoluciona desde un cierto estatismo inicial, más propio de su padre, pasando por un dinamismo más acusado en sus composiciones para llegar al atrevido movimiento arremolinado del colosal San Miguel de El Escorial.
Su obra está formada principalmente por esculturas de imaginería en madera y por pequeños grupos en barro cocido policromado, que son las piezas que le han dado prestigio mundial, realizando un elevado número de ejemplares debido a la demanda de este tipo de escultura de pequeño formato para espacios domésticos. Gran parte de su obra se distribuye por Andalucía, pero también fuera de esta, como en Madrid, León, Móstoles, Sisante (Cuenca), Gran Canaria, Nueva York, Londres, Ontario o Los Ángeles.
Sus obras de terracota presentan tipos de carácter profundamente humanizado, en los que se valoran los aspectos femeninos, maternales e infantiles a través de formas agradables y expresiones complacientes, en la línea de las obras de Murillo, con facciones suaves y modelado blando y carnoso.
Ocupó un lugar importante en su obra la realización de «belenes» o «nacimientos», en los que solía representar al grupo de la Sagrada Familia, rodeada por ángeles. En algunos incluía la presencia de algún animal propio de los nacimientos, como corderos, la mula y el buey, además de otros. En estas escenas se aprecia ya un aire progresivo con tendencia al rococó.
Algunas de sus obras ―aun cuando fueran realizadas durante un mismo año― demuestran diferencias muy grandes en su representación. Es el caso de San Miguel aplastando al diablo y La Virgen cosiendo, ambas fechadas en 1692: mientras que el grupo de San Miguel es de gran dramatismo y movimiento, la escultura de la Virgen evoca instantes de intimismo y serenidad. Cabe explicar este contraste por el propio estado de ánimo de la escultora, lleno de altibajos, que algunas veces la llevaban a mostrarse con afecto y otras con tristeza o, incluso, con agresividad. Se ha sugerido que solía pasar por episodios de ciclotimia relacionados con sus desavenencias matrimoniales y con los acontecimientos tan duros de penuria por los que tuvo que pasar, sobre todo en los años de su estancia en la corte.
Durante años sus obras se atribuyeron erróneamente a hombres de su entorno, como su padre, su marido o escultores coetáneos. Estudios recientes y una revisión historiográfica han permitido restablecer la verdadera autoría de las obras y reconocer sus aportaciones al Barroco.

### Influencia de su obra
Sin que tuviera discípulos directos que se conozcan, lo más probable es que fuera en Cádiz donde en su taller estuvieran trabajando familiares tanto de su marido como de ella misma, que a su traslado a Madrid se quedarán por tierras andaluzas trabajando y dejando muestras del «taller de Luisa Roldán» o de «los Roldanes». Su obra influyó notablemente en algunos artistas posteriores como Pedro Duque Cornejo, Cristóbal Ramos y José Montes de Oca.
Pedro Duque Cornejo, nieto de Pedro Roldán e hijo de una de las hermanas de Luisa, fue escultor de tallas y arquitecto de retablos. Debe algunos de sus conceptos creativos a su abuelo, pero también a influencias recibidas de su tía, razón por la cual se le adscribe a la escuela de los Roldanes. Al igual que Luisa, se trasladó a Madrid, donde accedió al puesto de escultor de cámara de la reina Isabel Farnesio; pero, a diferencia de ella, tuvo mejor suerte en lo económico, pues pudo vivir con lujos y tener el privilegio de la hidalguía, que obtuvo en 1751 por parte de la Real Chancillería de Granada.
Cristóbal Ramos fue un escultor con rasgos de barroco y formas de academicismo en su escultura. Muestran sus obras unas características muy propias de Luisa Roldán, como las mangas dobles en las vestiduras de la Virgen o las formas finas y delicadas de la composición en los temas del nacimiento. A este artista se le atribuye la Virgen de la Soledad de la Hermandad del Santo Entierro de Dos Hermanas, con sede en la parroquia de Santa María Magdalena, que fue atribuida durante algún tiempo a la Roldana.
El escultor sevillano José Montes de Oca estuvo formándose en el taller de Pedro Roldán, con el que colaboró hasta el fallecimiento del maestro. Su obra, bastante ecléctica, muestra también influencia de Juan Martínez Montañés y de Pedro de Mena; sin embargo, los grupos religiosos se acercan más a la misma visión de Luisa Roldán, como se aprecia en Santa Ana y la Virgen Niña, expuesta en la iglesia del Salvador de Sevilla.

## Reconocimientos
El 10 de enero de 1706, el mismo día de su fallecimiento en Madrid, la Academia de San Lucas de Roma la nombró académica de Mérito, reconocimiento raramente otorgado a un artista español y aún menos a una mujer.
En 2007 en los Reales Alcázares de Sevilla se realizó una exposición sobre su obra titulada Andalucía Barroca 2007. Roldana.En 2025 el Museo Nacional de Escultura de Valladolid acogió la exposición Luisa Roldán. Escultora real.
Se han realizado varios documentales sobre ella, como Mujeres en la historia. Luisa Ignacia Roldán «La Roldana», en 2009, por RTVE; La Roldana: una mujer libre por la igualdad, en 2011, por el cineclub Claudio Guerín; yLuisa Roldán. Una artista para la historia, en 2025, por RTVE en su programa La aventura del saber.
En 2014 se publicó la novela Roldana de Arsenio Moreno. Y ese mismo año se representó la obra de teatro La soledad de la Roldana, a cargo de la compañía de teatro La Tarasca.
En julio de 2018, la asociación Herstóricas y el Colectivo de Autoras de Cómic pusieron en marcha un proyecto de carácter cultural y educativo para poner en valor la aportación histórica de las mujeres en la sociedad y reflexionar sobre su escasa visibilización. La iniciativa, bautizada «Herstóricas Pioneras. Mujeres que transformaron la Historia», se basaba en la edición y distribución de un juego de cartas ilustradas con la imagen de mujeres clave en la historia de España. Uno de los naipes estaba dedicado a Roldán.
El 23 de abril de 2016, el Ayuntamiento de Puerto Real, en Cádiz, acordó dedicar a la artista sevillana una plaza de la villa. El espacio, en la intersección de las calles Soledad y Factoría de Matagorda, pasaría a llamarse Imaginera Luisa Roldán.
En 2022, la sociedad estatal española Correos emitió, dentro de la colección #8MTodoElAño, un sello postal en homenaje a escultora. Con valor nominal de 1 euro, se imprimieron 135 000 estampillas.